# بخش ژینیو
بخش ژینیو (به لاتین: Jinniu District) یک منطقهٔ مسکونی در چین است که در چنگدو واقع شده‌است. بخش ژینیو ۱۰۸ کیلومتر مربع مساحت و ۱٬۲۰۰٬۷۷۶ نفر جمعیت دارد.